# Randomisierter Test
Als randomisierte Tests bezeichnet man in der Testtheorie, einem Teilgebiet der mathematischen Statistik eine spezielle Klasse von statistischen Tests. Sie treffen im Gegensatz zu den nichtrandomisierten Tests nicht immer eine eindeutige Ja/Nein-Entscheidung, sondern verlangen bei dem Auftreten gewisser Daten die Durchführung eines (zufälligen) Losverfahrens zur Bestimmung der Entscheidung. Das Ergebnis des Tests hängt dann nicht mehr allein von den beobachteten Stichprobendaten ab (sondern zusätzlich vom Los).
Einer der Vorteile von randomisierten Tests ist, dass sie mathematisch besser zu behandeln sind. So lassen sich für randomisierte Tests leichter Optimalitätseigenschaften zeigen als für nichtrandomisierte Tests. Ein Beispiel hierfür ist der Neyman-Pearson-Test, der randomisiert wird, so dass er sein Niveau voll ausschöpft.
Randomisierte Tests (welche auf einer zufälligen Zuweisung des Testergebnisses beruhen) sind nicht zu verwechseln mit Permutationstests (welche auf zufälligen Stichprobenwiederholungen basieren).
Historisch wurden Permutationstests gelegentlich als randomisierte Tests bezeichnet.

## Definition
Gegeben sei ein statistisches Modell {\displaystyle ({\mathcal {X}},{\mathcal {A}},(P_{\vartheta })_{\vartheta \in \Theta })}. Ein Test {\displaystyle \varphi } ist eine Statistik
{\displaystyle \varphi \colon ({\mathcal {X}},{\mathcal {A}})\to ([0,1],{\mathcal {B}}([0,1]))},
die jeder Beobachtung {\displaystyle x\in {\mathcal {X}}} eine Entscheidung {\displaystyle \varphi (x)} zuordnet. Dabei werden die Entscheidung codiert mit 1="Ablehnung der Nullhypothese" und 0="Beibehaltung der Nullhypothese"
Ein Test {\displaystyle \varphi } heißt nun randomisiert, wenn er nicht nur die Werte 0 und 1 annimmt, sondern auch Werte im Intervall {\displaystyle (0,1)}. Die Menge
{\displaystyle \{x\in {\mathcal {X}}\mid \varphi (x)\in (0,1)\}}
heißt dann der Randomisierungsbereich des Tests und enthält alle Werte, bei denen der Test keine eindeutige Entscheidung trifft.

## Interpretation
Kodiert man die Entscheidung wie oben angegeben mit 1="Ablehnung der Nullhypothese" und 0="Beibehaltung der Nullhypothese", so werden die Werte zwischen 0 und 1 als Wahrscheinlichkeiten interpretiert, eine Entscheidung für das Ablehnen der Nullhypothese zu treffen. Ein Wert des randomisierten Tests von {\displaystyle 0{,}5} an der Stelle {\displaystyle x}, also {\displaystyle \varphi (x)=0{,}5} würde somit bedeuten, dass bei Beobachtung von {\displaystyle x} mit einer Wahrscheinlichkeit von 50 % die Nullhypothese beibehalten wird und mit einer Wahrscheinlichkeit von 50 % die Nullhypothese abgelehnt wird. Zum Festlegen der Entscheidung müsste demnach noch eine faire Münze geworfen werden, welche dann über Ablehnen oder Beibehalten entscheidet. Allgemeiner bedeutet {\displaystyle \varphi (x)=\kappa }, dass mit Wahrscheinlichkeit {\displaystyle \kappa } die Nullhypothese abgelehnt wird und mit Wahrscheinlichkeit {\displaystyle 1-\kappa } die Nullhypothese beibehalten wird.

## Beispiel
Gegeben sei als Grundmenge {\displaystyle {\mathcal {X}}=\{0,1,2,\dots ,10\}}, versehen mit der Potenzmenge als σ-Algebra, also {\displaystyle {\mathcal {A}}={\mathcal {P}}({\mathcal {X}})}. Diese Menge kann beispielsweise mit der Binomialverteilung mit {\displaystyle n=10} und {\displaystyle \vartheta =p\in (0,1)} als Wahrscheinlichkeitsverteilung versehen werden. Dies und die exakte Wahl der Hypothesen ist für die Definition eines randomisierten Tests vorerst nicht relevant.
Ein randomisierter Test wäre beispielsweise gegeben durch
{\displaystyle \varphi (x)={\begin{cases}0&{\text{ falls }}x\leq 5\\{\tfrac {2}{3}}&{\text{ falls }}x=6\\1&{\text{ falls }}x\geq 7\end{cases}}}.
Für Werte kleinergleich fünf wird die Nullhypothese beibehalten, für Werte größergleich sieben wird die Nullhypothese abgelehnt und bei dem Wert sechs wird die Nullhypothese mit Wahrscheinlichkeit von {\displaystyle {\tfrac {2}{3}}} abgelehnt. Randomisierungsbereich wäre hier die sechs, also {\displaystyle \{6\}}.
Tritt nun bei diesem Test der Wert sechs auf, so könnte ein fairer Würfel geworfen werden. Bei einer Augenzahl von eins, zwei, drei oder vier wird die Nullhypothese abgelehnt, ansonsten wird die Nullhypothese beibehalten.

## Eigenschaften
Wie einleitend bereits erwähnt lassen sich für randomisierte Tests besser Optimalitäts- und Existenzaussagen herleiten. Dies liegt im Wesentlichen daran, dass die randomisierten Tests eine konvexe Menge bilden. Für nichtrandomisierte Tests gilt dies nicht. Für konvexe Mengen gelten viele weitreichende strukturelle Aussagen über topologische Eigenschaften und die Existenz von Minimalstelle von Funktionalen. Diese ermöglichen dann die Herleitung der entsprechenden Optimalitätsaussagen.